# Think of Me / No More Tears
Singles de Namie Amuro
Please Smile Again
(2000) Say the Word
(2001)
Think of Me / No More Tears est le 17e single régulier de Namie Amuro sorti sur le label Avex Trax, ou le 19e sous son seul nom en comptant ceux sortis sur le label Toshiba-EMI. C'est son premier single "double-face A", contenant deux chansons principales, toutes deux déjà parues sur son album Break the Rules sorti fin 2000.
Le single sort le 24 janvier 2001 au Japon, un mois après l'album, et atteint la 7e place du classement de l'Oricon. Il se vend à 55 920 exemplaires la première semaine, et reste classé pendant 5 semaines, pour un total de 112 670 ventes ; c'est alors son single le moins vendu. C'est son dernier single écrit ou produit par Tetsuya Komuro.
Le titre Think of Me est écrit et produit par le producteur américain Dallas Austin, et a été utilisé comme thème pour une campagne publicitaire pour la marque Meiji Fran. Le titre No More Tears est écrit et produit par Tetsuya Komuro, et a été utilisé comme thème pour une campagne publicitaire pour la marque Kose Visee Luminous. Le single contient aussi une troisième chanson, I to You, et une version supplémentaire remixée de No More Tears.

## Liste des titres
| 1. | think of me (Paroles et musique : Dallas Austin)                                   | 4:46 |
| 2. | no more tears (Paroles et musique : Tetsuya Komuro)                                | 5:47 |
| 3. | I TO YOU (Paroles : Jasper Cameron, Jason Chenevert ; musique : Ricciano Lumpkins) | 4:43 |
| 4. | no more tears (club dub) (Remixé par Junior Vasquez)                               | 6:56 |